# 사모예드코인
사모예드코인 (사모)은 2021년에 솔라나 블록체인 상에서 탄생한 밈코인이다. 솔라나 플랫폼에서 최초의 밈코인이다.

## 역사
사모예드코인(사모)은 2021년 4월에 솔라나 블록체인 상에서 출시되었으며, 이를 통해 플랫폼에서 최초의 밈코인이 되었다. 도지코인과 시바 이누와 같은 다른 밈 기반 암호화폐들의 성공에 영감을 받아, 사모는 새로운 사용자들이 솔라나에 진입하도록 돕기 위해 밈코인의 단순성을 활용하고자 했다. 사모를 사용함으로써 사용자들은 높은 거래 속도, 낮은 수수료, 사용자 친화적인 경험, 그리고 성장하는 탈중앙화 애플리케이션(dApps) 생태계와 같은 솔라나의 장점을 경험할 수 있다.
2021년 10월, 사모예드코인은 토큰당 0.25달러의 최고가를 기록했다. 코인은 솔라나의 지분증명(PoS)과 역사증명(PoH) 합의 메커니즘을 사용한다. 2022년에 사모예드코인(사모)은 NFT 컬렉션 출시, 동물 복지 단체에 대한 기부, 솔라나 생태계 프로젝트와의 파트너십, 초기 에어드랍 등 커뮤니티 주도의 이니셔티브를 통해 성장하며 사용자 참여를 높였다.
코인게코(CoinGecko)에 따르면, 2024년 9월 기준 최대 공급량 47.4억 개 중 약 42억 개의 사모가 유통되고 있다. 프로젝트는 전체 공급량을 줄이기 위한 토큰 소각 메커니즘을 포함하고 있으며, 20억 개 이상의 사모 토큰이 소각되어 희소성을 높이고 토큰의 가치 상승을 도모하고 있다.
2024년 9월, 사모 토큰 보유자가 10만 명을 돌파했다.
사모는 Raydium, Orca, Jupiter와 같은 탈중앙화 거래소와 OKX, Gate.io, Kraken, Bitget, Gemini 등 중앙화 거래소에서 이용할 수 있다.